# Deux pièces de Kuolema (Sibelius)
Pour les articles homonymes, voir Valse triste.
Deux pièces de Kuolema est un ensemble de deux pièces symphoniques du compositeur finlandais Jean Sibelius.

## Valse triste
Originellement titrée tempo de valse lente - Poco risoluto, elle constituait le premier numéro de la musique de scène pour la pièce d'Arvid Jarnefelt Kuolema (la mort) qui fut créée le 2 décembre 1903 à Helsinki.
La valse triste fut révisée en 1904 et depuis sa création le 25 avril 1904 à Helsinki contribua grandement par son lyrisme et sa beauté mélodique à la popularité de son auteur.

## Orchestration
- 1 flûte, 1 clarinette, 2 cors, les cordes et timbales.
- durée d'exécution : environ 6 minutes.